# Stasimopus nanus
Stasimopus nanus là một loài nhện trong họ Ctenizidae. S. nanus được miêu tả năm 1917 bởi Shirley Cotter Tucker.